# آلوی کاکادو

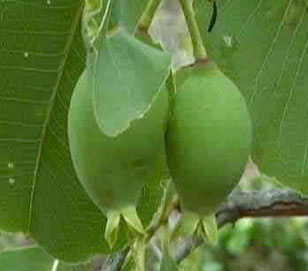
الوی کاکادو

آلوی کاکادو (Kakadu plum) میوه‌ایست گیاهی با نام علمی Terminalia feلوrdinandiana و بومی کشور استرالیا است. کاکادو سرشار از ویتامین سی است و میزان ویتامین سی آن ۵۰ برابر بیشتر از ویتامین سی موجود در پرتقال است. کاکادو یک آنتی‌اکسیدان بسیار قوی است و به علت وجود گالیک اسید دارای فعالیت‌های ضد باکتریایی، ضد ویروسی، ضد قارچی، ضد التهابی، ضد تومور و سرطانی است.